# St. Johannes der Täufer (Alkenrath)

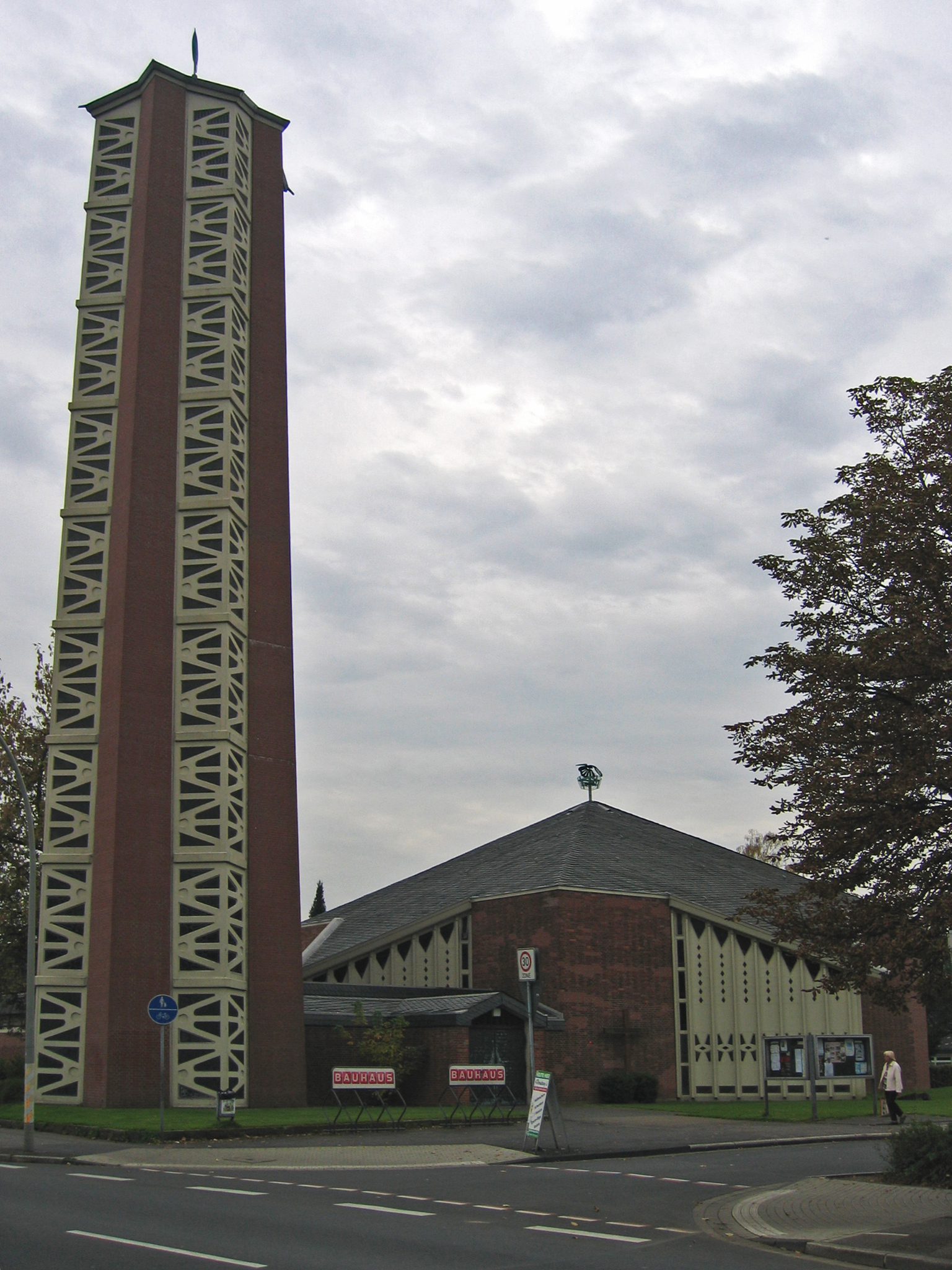
St. Johannes der Täufer

Die Kirche St. Johannes der Täufer ist ein katholisches Gotteshaus im Leverkusener Stadtteil Alkenrath.

## Geschichte
Die Grundsteinlegung erfolgte am 21. Juli 1957. Der Architekt war Fritz Schaller. Bis ins Jahr 1962 dauerte die endgültige Fertigstellung der Kirche, da bedingt durch die schnell anwachsende Bevölkerung die Kirche bereits kurze Zeit nach der Einweihung erweitert werden musste.
Der bis dahin in Sternform ausgearbeitete Grundriss erhielt eine Erweiterung an zwei Seiten. Die Ausstattung erfolgte durch den Kölner Künstler Egino Weinert, der auch das sogenannte „Weinert-Tor“ schuf, welches den ursprünglichen Abschluss der Kirche zum Marktplatz bildet. Das Ambo, das Altarkreuz, das alte Vortragekreuz sowie der Kreuzweg sind von Weinert in Zellenemailletechnik ausgeführt worden.
Bei der Erweiterung der Kirche mussten der Altar und die Orgel ihre Plätze tauschen, so dass der Altar nicht wie ursprünglich nach Osten, sondern atypisch nach Westen ausgerichtet ist.

## Glocken
| Nr. | Name             | Gussjahr | Gießer                                                             | Durchmesser (mm) | Masse (kg) | Schlagton (HT-1/16) |
| 1   | Gezelinus-Glocke | 1958     | Josef Feldmann u. Georg Marschel, Fa. Feldmann & Marschel, Münster | 806              | 300        | h1 −5               |
| 2   | Cäcilia-Glocke   | 1958     | Josef Feldmann u. Georg Marschel, Fa. Feldmann & Marschel, Münster | 715              | 230        | cis2 −6             |